# Anctoville

Anctoville este o comună în departamentul Calvados, Franța. În 1 ianuarie 2018 avea o populație de 1.083 de locuitori.